# Pananisoptera
Pananisoptera – takson owadów z rzędu ważek i podrzędu Epiprocta.

## Morfologia
Ważki te mają głowę o silnie powiększonych i umieszczonych dość blisko siebie oczach złożonych oraz ciemieniu z trzema rozmieszczonymi na planie trójkąta przyoczkami. Tułów i odwłok są dość silnej budowy, ten pierwszy cechuje się zanikiem grzbietowego odcinka szwu międzypleuralnego. Odnóża przednie w locie ustawione są prostopadle względem pozostałych par. Z wyjątkiem rodzajów Cordulephya i Zenithoptera ich skrzydła w pozycji spoczynkowej są całkowicie rozprostowane poziomo. Użyłkowanie skrzydeł obu par Pananisoptera wyróżnia się żyłkami medialną i kubitalną formującymi ostry, Z-kształtny skręt od nasadowej strony trójkąta dyskoidalnego, a w podstawowym planie budowy trójkątem subdyskoidalnym odgraniczonym za pomocą wyraźnej żyłki pseudoanalnej. W pierwotnym planie budowy obie pary skrzydeł mają też skróconą i mniej prostą w przebiegu pierwotną żyłkę interradialną pierwszą, aczkolwiek cecha ta wtórnie zanikła u Petalurida i Austropetaliida. Przynajmniej na grzbietowej stronie tylnej pary skrzydeł punkt początkowy żyłki radialnej tylnej 1/2 ma charakter wtórny. Samce mają tylne skrzydło ze zwężonym trójkątem analnym i żyłką analną AA1b obecną między odsiebną stroną tego trójkąta a gałęzią CuAb żyłki kubitalnej.

## Taksonomia
Takson ten wprowadzony został w 1996 roku przez Güntera Bechly’ego. Obejmuje wszystkie Trigonoptera z wyjątkiem wymarłych Stenophlebioptera. Jego systematyka do rangi rodziny z wyłączeniem podziału Exophytica i Aeshnoptera przedstawia się następująco:
- †Liassogomphidae
- †Juragomphidae
- Neoanisoptera
  - †Aeschnidiidae
  - ważki różnoskrzydłe
    - Petalurida
      - †Protolindeniidae
      - †Petalurodea
        - †Cretapetaluridae
          - Petaluroidea
            - †Aktassiidae
            - Petaluridae

    - Euanisoptera
      - Exophytica
      - Aeshnoptera